# Півники різнобарвні
{{#ifeq:0|0|{{#if:|{{#if:Irisversicolor|[[]}}|}}}}
Півники різнобарвні (Iris versicolor) — вид півників, родом із Північної Америки, поширений у східній частині Сполучених Штатів та у Східній Канаді. Поширений на осокових луках, болотах, уздовж берегів річок і берегів. Видовий епітет versicolor означає «різнобарвний».

## Опис
Півники різнобарвні — це квітуча трав'яниста багаторічна рослина, що росте 10—80 см заввишки. Мають тенденцію утворювати великі загущення з товстих повзучих кореневищ. Циліндричні, прямостоячі квіткові стебла зазвичай мають прикореневі листки, завширшки більш ніж 1 см. Листки складені по середній жилці так, що вони утворюють розгалужене пласке віяло. Добре розвинена блакитна квітка має 6 пелюсток і чашолистків, розкинутих майже у протилежні боки і має дві великі пелюстки. Довгасті чашолистки неопушені і мають зеленувато-жовту пляму біля основи. Квіти зазвичай від світлого до насиченого синього кольору (часто також фіолетових та пурпурових відтінків), цвітуть з травня до липня. Плід являє собою 3-дільну коробочку з тупим кутом між долями. Великі насінини легші від води, восени можна спостерігати, як вони пливуть за течією струмків та річок, по берегах яких ростуть півники.

### Хімічні складові
Цей вид був причетний до кількох випадків отруєння людей і тварин, які споживали кореневища, які, як було виявлено, містять глікозид іридин. Сік може спричинити дерматит у людей, схильних до алергій на специфічні для півників сполуки.

## Токсичність і застосування
І листки, і кореневища отруйні й можуть спричинити запалення шлунка і кишки. Споживання рослини може бути фатальним для телят.
Півники використовувались як магічна рослина, коли люди носили з собою фрагменти кореневища, щоб отримати «фінансове везіння», його навіть, бувало, поміщали в касові апарати для зростання бізнесу.

## Символіка
Півники — офіційна квітка штату Теннессі у США. Це офіційно було затверджено в 1933 році законодавчим органом штату. Хоча закон конкретно не визначає вид ірису, загальновизнано, що фіолетовий ірис є квіткою цього штату.
Півники різнобарвні були визнані провінційною квіткою Квебеку з 1999 року, замінивши лілію білу, яка не є місцевою для цієї провінції.
Півники різнобарвні є офіційною квіткою Міжнародного почесного мистецького братства Каппа Пі.

## Галерея

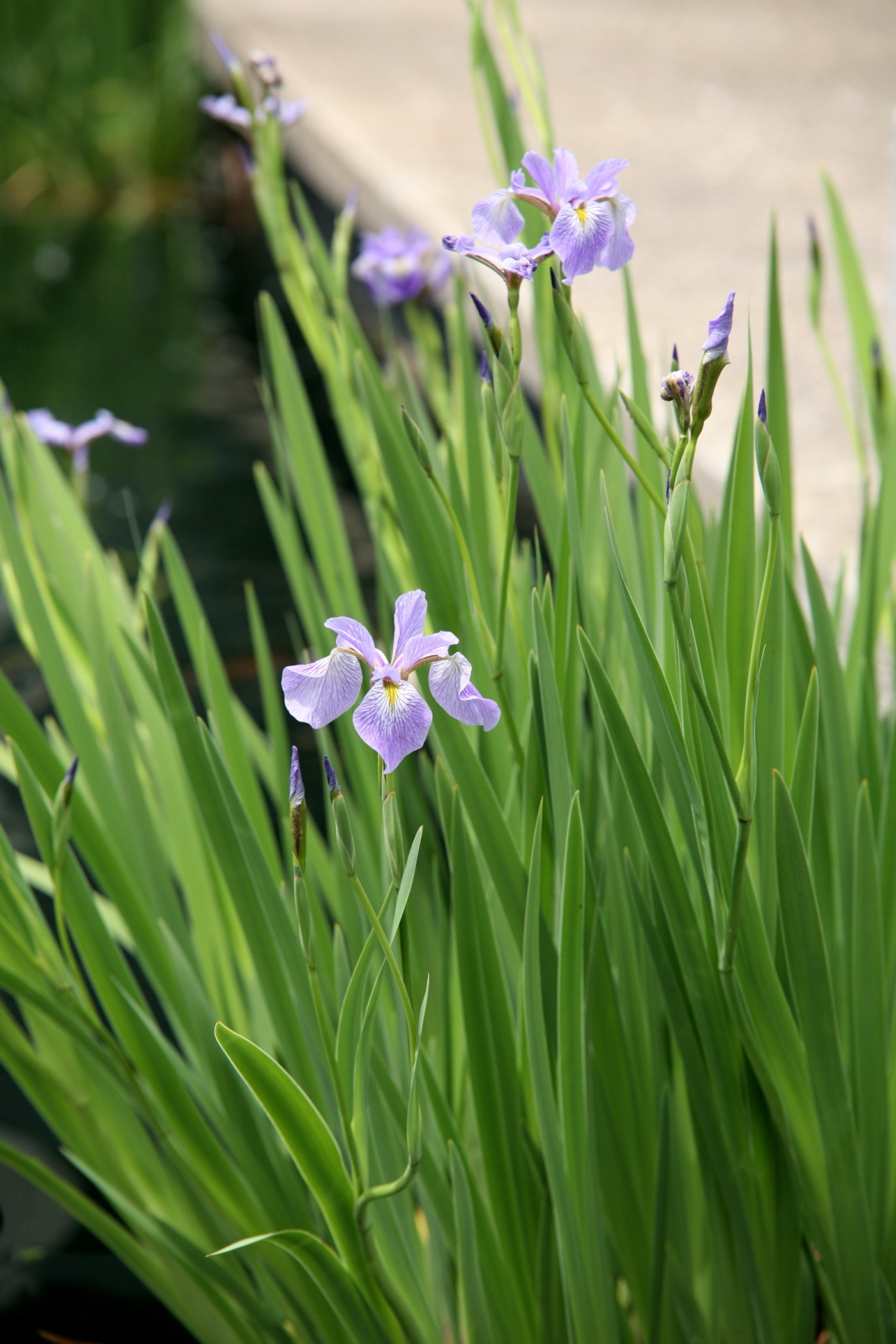
Півники різнобарвні 'Blue Flag'
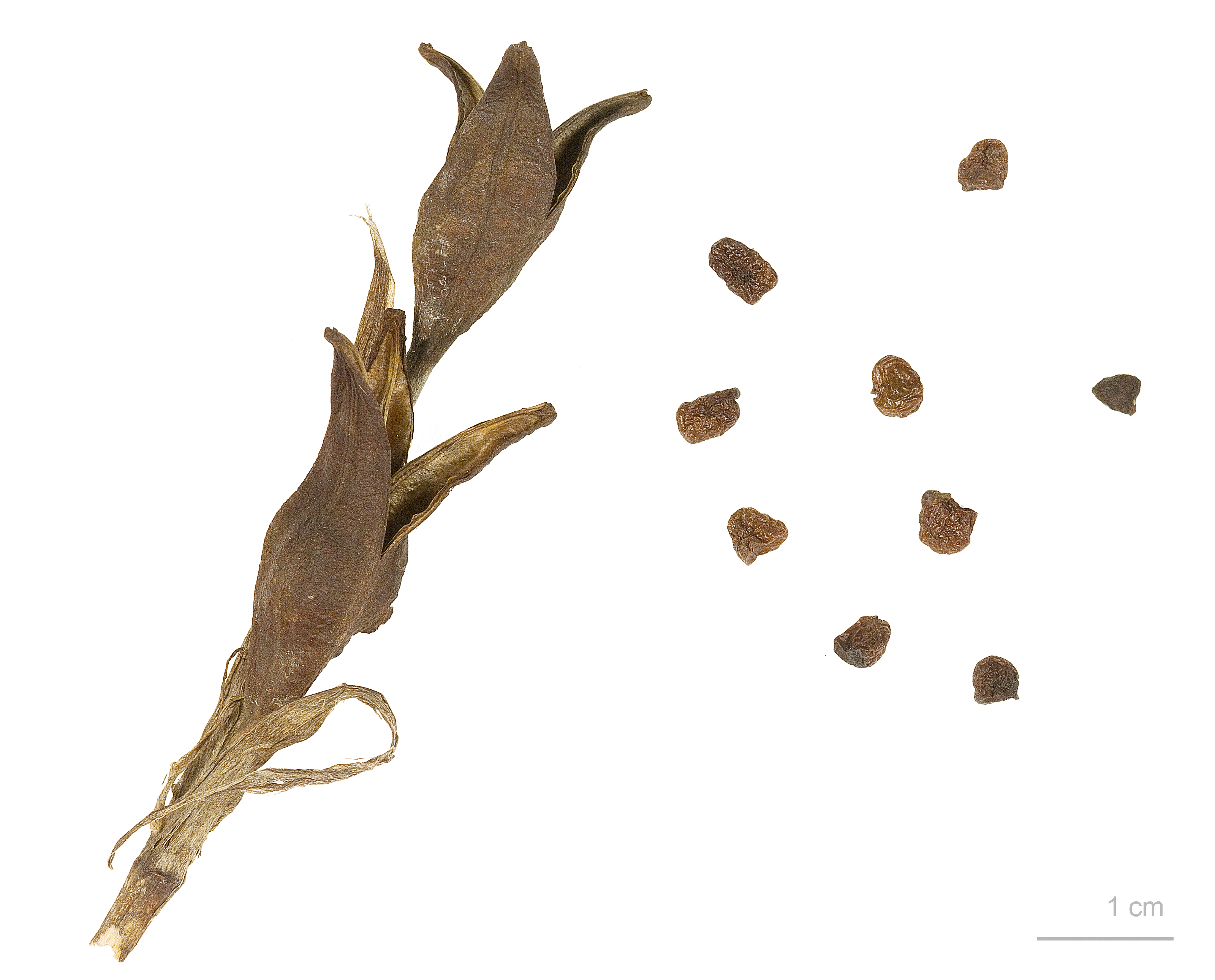
Плоди і насіння півників різнобарвних
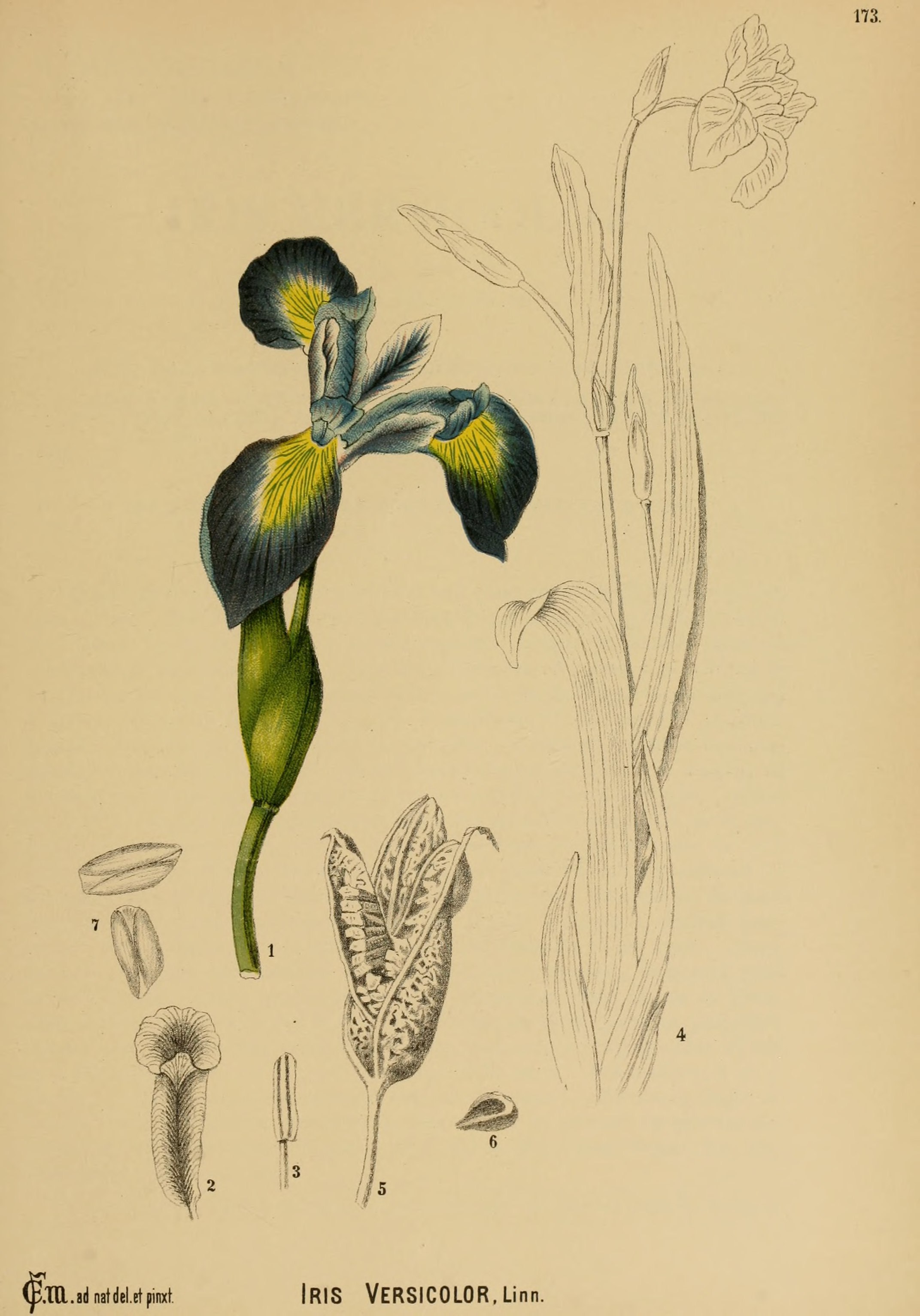
Iris versicolor — ботанічна ілюстрація в «Американських лікарських рослинах», 1887